# Ratje Mügge
Ratje Mügge (* 3. Juli 1896 in Königsberg; † 15. Januar 1975 in Königstein im Taunus) war ein deutscher Geophysiker und Meteorologe und Leiter des Deutschen Wetterdienstes.

## Leben
Ratje Mügge war ein Sohn des Mineralogen Otto Mügge (1858–1932) und dessen Ehefrau Elisabeth Luise Wagner (* 1897 in Wiesbaden).
Nach dem Abitur absolvierte er in den Jahren von 1914 bis 1916, unterbrochen durch den Kriegsdienst, ein Studium der Geophysik an der Georg-August-Universität Göttingen. Dort promovierte er am 15. Oktober 1921 mit der Dissertation „Beitrag zur Kenntnis der warmen Hochdruckgebiete“, die die Arbeit des Physikers Robert Emden weiterentwickelte und auf synoptische Probleme warmer Hochdruckgebiete anwandte.
1929 kam er als wissenschaftlicher Assistent zur Flugwetterwarte in Frankfurt/Main, die dem Deutschen Wetterdienst zugeordnet war. Hier beschäftigte er sich u. a. mit Wettervorhersagen.
Im Juni des Jahres habilitierte er sich am meteorologischen Institut der Johann Wolfgang Goethe-Universität Frankfurt am Main bei Franz Linke mit einer Untersuchung über die terrestrische Strahlung, wie sie von irdischen Körpern wie Erdoberfläche und Atmosphäre ausgesandt wird. 
Zugleich war Mügge als Privatdozent an der Uni Frankfurt tätig bis 1934, als er zum Leiter des deutschen Wetterdienstes ernannt wurde.
Im Jahr darauf erhielt er eine Anstellung als außerplanmäßiger Professor für Meteorologie und Geophysik, insbesondere angewandte Geophysik und wurde Direktor des Instituts für Meteorologie und Geophysik an der Universität Frankfurt. 
Im Dezember 1938 wechselte er zur TH Darmstadt und wurde außerordentlicher Professor für Flugmeteorologie. Während des Zweiten Weltkrieges war er als Regierungsrat beim Luftfahrtkommando (Luftgau) in Wiesbaden eingesetzt. 
Nach dem Krieg galt er als politisch unbelastet, denn er war nie Mitglied der NSDAP, wohl für zwei Monate Angehöriger des Stahlhelm. Er wurde mit der Leitung des Frankfurter Instituts beauftragt, so dass er einige Jahre hindurch an beiden Hochschulen unterrichtete. 1948 wurde er endgültig nach Frankfurt berufen. Dort baute er die geophysikalische Abteilung auf mit dem Ergebnis, dass 1963 bei seiner Emeritierung ein eigener Lehrstuhl für Physik des festen Erdkörpers eingerichtet wurde.

## Schriften (Auswahl)
- 1927 Zur Entstehung der Tromben
- 1927 Über warme Hochdruckgebiete und ihre Rolle im atmosphärischen Wärmehaushalt
- 1932 Synoptische Bearbeitungen der Wetterdienststelle Frankfurt/Main
- 1932 Zur Berechnung v. Strahlungsströmen u. Temperaturänderungen in Atmosphären v. beliebigem Aufbau, gemeinsam mit Fritz Möller
- 1935 Energetik des. Wetters
- 1940 Das Wetter
- 1940 Wetterkunde und Wettervorhersage
- 1948 Meteorologie und Physik der Atmosphäre
- 1962 Denkschrift zur Lage der Meteorologie